# オールド・トラッフォード・クリケット・グラウンド
オールド・トラッフォード（Old Trafford、命名権で呼ぶ場合はEmirates Old Trafford）はイングランド・グレーター・マンチェスターのオールド・トラッフォードに位置するクリケット場。ランカシャー・カウンティ・クリケット・クラブ（以下ランカシャーCCCと呼ぶ）の本拠地であり、イングランド北部を代表するクリケット場でもある。

## 概要
1857年に当時のマンチェスター・クリケット・クラブにより創立され、1865年の解散後はランカシャーCCCの本拠となる。初めての国際試合は1884年のオーストラリア戦であり、これまでに74回のテストマッチを行った。これはイングランド国内ではローズ、ジ・オーバルに次いで3番に多く開催された。ワールドカップでも開催経験もある。2017年7月には当グラウンド敷地内に150室のホテルヒルトン・ガーデン・インがオープン。
またシーズンオフにはコンサートの開催も多く、オアシスやR.E.M.、フー・ファイターズ、テイク・ザット、レディオヘッド、コールドプレイ、ザ・フー、ボン・ジョヴィ、キングス・オブ・レオン、グリーン・デイ、ミューズらが当地でライブを行った。2017年6月4日にはマンチェスター・アリーナに於ける爆発物事件の犠牲者を追悼するチャリティー公演を当地で開催。アリアナ・グランデやジャスティン・ビーバーらが参加。